# Quantennetzwerk
Unter einem Quantennetzwerk (manchmal auch Quanteninternet) versteht man die Verbindung von Quanteninformationsträgern (Quantenknoten) mittels Quantenkanälen. Die Struktur eines Quantennetzwerks ähnelt der eines klassischen Netzwerks, aber die Übertragung von Information erfordert ein anderes Vorgehen als bei einem klassischen System.

## Grundlagen

### Aufbau von Quantennetzwerken
Die Struktur eines Quantennetzwerks ähnelt der eines klassischen Netzwerks. Die Knoten sind einzelne Qubits oder Quantencomputer. Diese werden miteinander verbunden, z. B. durch Glasfaserleitungen, über die Photonen ausgetauscht werden. Die Übertragung von Information erfordert ein anderes Vorgehen als bei einem klassischen System. In einem klassischen System kann man durch Messung vollständige Informationen über einen beliebigen Zustand erhalten und damit den Zustand kopieren. In einem quantenmechanischen System ist das unmöglich. Der Quantenzustand eines Qubits lässt sich aufgrund des No-Cloning-Theorems nicht kopieren. Man kann jedoch den Zustand selber übertragen, wenn man Eigenschaften der Quantenverschränkung ausnutzt. Das entsprechende Verfahren heißt Quantenteleportation. Damit überträgt man den quantenmechanischen Zustand eines Quantensystems (Quelle), z. B. eines Photons oder eines Qubits, auf ein anderes Quantensystem (Ziel). Der Zustand der Quelle wird durch die Übertragung verändert. Ist die Übertragungsstrecke so groß, dass Pfadverluste eine Rolle spielen, bietet sich der Einsatz von Quantenrepeatern an.

### Quantennetzwerke für die Kommunikation
Sollen Verbindungen zwischen weit entfernten Orten Methoden der Quantenkryptographie nutzen (Long-Distance Quantum Communication), wird ein Netzwerk von Repeaterstationen benötigt, das der Infrastruktur des heutigen Internet ähnelt. Ein solches Quantennetzwerk ist noch weit entfernt vom alltäglichen Einsatz. Prototypen der dafür benötigten Bausteine wurden aber bereits international in Labors implementiert.
Das weltweit größte Netzwerk aus Quantenkommunikationsnetzwerken verbindet Shanghai und Beijing und integriert über 700 Lichtleiter und zwei Satellit-Verbindungen, wodurch es Knoten mit Entfernungen von bis zu 4.600 km möglich ist Quantenschlüssel auszutauschen. Dabei wurde eine Trusted Relay Struktur verwendet. Ein weiteres Beispiel für ein prototypisches Quantenkommunikationsnetzwerk ist ein stadtgroßes Quantennetzwerk für acht Nutzer in Bristol, wobei die bereits vorhandene Glasfaser-Infrastruktur verwendet wurde und kein aktives Switching oder vertrauenswürdige Knoten benötigt werden.

### Quantennetzwerke zur Erhöhung der Rechenleistung
Die Anzahl der zur Verfügung stehenden Qubits beschränkt die Rechenleistung eines Quantencomputers. Wenn man mehrere Quantencomputer zu einem verteilten System verbindet, könnten Systeme entstehen, die über mehr Qubits verfügen als die einzelnen Quantencomputer und dadurch deren Beschränkungen umgehen. Verteilte konventionelle Supercomputer wie folding@home haben eine Leistungsfähigkeit zur Ausführung geeigneter Algorithmen, die der aufsummierten nutzbaren/genutzten Rechenkapazität deren einzelnen Teilsystemen entspricht.

## Rundfunkberichte
- Ralf Krauter und Frank Grotelüschen: Web Q.0 – Das Quanteninternet nimmt Gestalt an, Deutschlandfunk – „Wissenschaft im Brennpunkt“ vom 12. August 2018